# Michaił Uljanow
Michaił Aleksandrowicz Uljanow (ros. Михаи́л Алекса́ндрович Улья́нов; ur. 20 listopada 1927, zm. 26 marca 2007 w Moskwie) – radziecki aktor filmowy oraz reżyser. Pochowany na Cmentarzu Nowodziewiczym w Moskwie.

## Filmografia
- 1953: Jegor Bułyczow i inni (Егор Булычов и другие) jako Jakow Łaptiew[5]
- 1956: W drodze na front (Они были первыми) jako Koływanow[5]
- 1957: Dom, w którym żyjemy (Дом, в котором я живу) jako Dmitrij Kaszyrin[5]
- 1957: Jekatierina Woronina (Екатерина Воронина) jako Sutyrin[5]
- 1957: Ochotnicy (Добровольцы) jako Kajtanow[5]
- 1958: Pukaj do każdych drzwi (Стучись в любую дверь) jako Prochorow[5]
- 1958: Szli żołnierze (Шли солдаты) jako Jegor[5]
- 1960: Zwykła historia (Простая история) jako Daniłow[5]
- 1960: Niebo nad Bałtykiem[5] / Bałtyckie niebo (Балтийское небо) jako Rassochin
- 1960: Niech się świeci (Пусть светит!) jako Sobakin[5]
- 1961: Bitwa w drodze (Битва в пути) jako Bachiriew[5]
- 1964: Młode-zielone (Молодо-зелено) jako dowódca armii[5]
- 1964: Żywi i martwi (Живые и мёртвые)
- 1964: Cisza (Тишина) jako Bykow[5]
- 1964: Przewodniczący (Председатель) jako Jegor Trubnikow[5]
- 1965: Lenin w Szwajcarii (Ленин в Швейцарии)
- 1968: Bracia Karamazow (Братья Карамазовы) jako Dmitrij Karamazow[5]
- 1969: Wyzwolenie (Освобождение) jako Żukow[5]
- 1970: Na drodze do Lenina (На пути к Ленину) jako Lenin[5]
- 1970: Ucieczka (Бег) jako Czarnota[5]
- 1970: Morze w ogniu (Море в огне) jako Żukow[5]
- 1971: Jegor Bułyczow i inni (Егор Булычов и другие) jako Jegor[5]
- 1972: Ostatni dzień (Самый последний день) jako Kowalow[5]
- 1974: Wybór celu (Выбор цели) jako Żukow[5]
- 1977: Blokada (Блокада) jako Żukow[5][6]
- 1977: Sprzężenie zwrotne (Обратная связь) jako dyr. Nurkow[7]
- 1977: Wezwij mnie w świetlistą dal (Позови меня в даль светлую) jako Nikołaj, brat Gruszy[8]
- 1982: Życie osobiste (Частная жизнь) jako Siergiej Nikiticz Abrikosow
- 1983: Bez świadków (Без свидетелей)
- 1985: Bitwa o Moskwę (Битва за Москву) jako gen. Żukow
- 1989: Stalingrad (Сталинград) jako Gieorgij Żukow
- 1994: Mistrz i Małgorzata (Мастер и Маргарита) jako Poncjusz Piłat
- 1995: Wszystko będzie jak trzeba (Всё будет хорошо!)
- 1999: Strzelec Wyborowy (Ворошиловский стрелок) jako Iwan Fiodorowicz

## Nagrody i odznaczenia
- 1965: Ludowy Artysta RFSRR
- 1966: Nagroda Leninowska
- 1969: Ludowy Artysta ZSRR
- 1977: Order Rewolucji Październikowej
- 1983: Nagroda Państwowa ZSRR
- 1986: Bohater Pracy Socjalistycznej
- 1986: Order Lenina
- Zasłużony Działacz Kultury

Źródło: